# Вардов
Вардов (нім. Wardow) — громада в Німеччині, розташована в землі Мекленбург-Передня Померанія. Входить до складу району Росток. Складова частина об'єднання громад Лааге.
Площа — 68,85 км2. Населення становить 1332 ос. (станом на 31 грудня 2020).